# Luneburgo
Luneburgo ([ˈhanzəʃtat ˈlyːnəbʊɐ̯k] en alemán: Hansestadt Lüneburg) es una ciudad situada en la Baja Sajonia, Alemania. Es la capital del distrito homónimo. La primera mención que se tiene de ella data de 956.
En tiempos de Johann Sebastian Bach fue un pequeño centro musical.
La escuela de San Miguel, antiguo monasterio benedictino, albergó una Academia de Caballeros mientras que en las principales iglesias (San Miguel, San Nicolás y San Juan) tocaban organistas de la talla de Georg Böhm (1661-1733).

## Geografía
Luneburgo se encuentra en la cuenca baja del Ilmenau, 30 km antes de llegar a su confluencia con el río Elba. Al sur de la ciudad se extienden  los 7400 km² del brezal de Luneburgo, el cual se desarrolló merced a la explotación forestal que sufrió la región como consecuencia de madera que las minas de extracción de sal que había en la ciudad,  requerían para obtener dicho producto, así como por el sobrepastoreo y los incendios. La constante extracción de los depósitos de sal sobre la que la ciudad existe también ha dado lugar a, algunas  veces de forma  gradual, otras de manera espectacular, hundimiento de varias zonas de la ciudad.  En el extremo oeste de la ciudad se halla la conocida como  Kalkberg, una pequeña colina y cantera de yeso, donde existió un castillo que fue el origen de Luneburgo.

## Historia

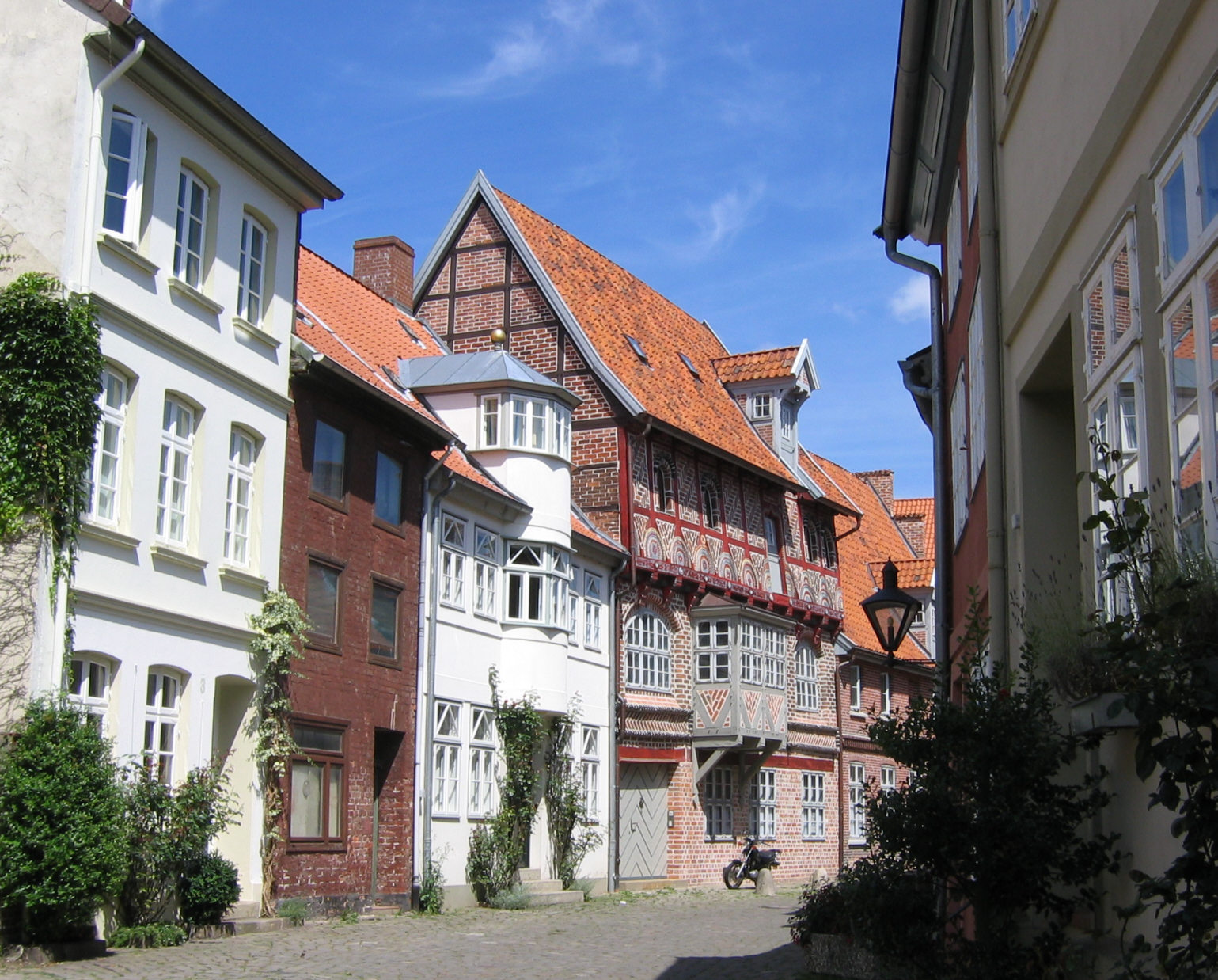
Calle de la ciudad monumental de Luneburgo.

Durante la Edad Media, Luneburgo gozó de gran riqueza gracias al comercio de la sal. Por todos sus alrededores existían muchas fábricas de sal que se exportaba a las ciudades circundantes. Siguiendo la Vieja Ruta de la Sal era transportada vía Lauenburgo hasta Lübeck, donde se embarcaba para ser distribuida por todas las costas del mar Báltico. Luneburgo y su sal fueron una de las principales fuentes de poder y riqueza de la Liga Hanseática. A raíz de la importancia de la sal en la riqueza de la Hansa en el siglo XV, la ciudad participó (a partir de 1430) en la guerra entre la Liga Hanseática y la Unión de Kalmar, incluida la toma de Flensburgo.
La ciudad fue erigida en ducado en 1235, posteriormente fue anexionada a Hanóver en 1692.
Durante la ocupación napoleónica, y de 1807 a 1810, la ciudad fue anexionada al reino de Westfalia, antes de ser incorporada a Francia hasta 1814, fecha de su retorno al reino de Hanóver tras el hundimiento del Primer Imperio.
Tras un largo período de prosperidad, su importancia empezó a declinar a partir de 1600. Las salinas se cerraron en 1980. La ciudad volvió a recuperar una nueva notoriedad gracias a la fundación de su universidad en 1989.
El paisaje único e impresionante de las Landas de Luneburgo (Lüneburger Heide, término que no tiene ninguna relación con la palabra alemana Land, Länder en plural) se debe al escalonamiento de las arenas producido por el retroceso del glaciar vistulariano tras terminarse el último período glaciar. La deforestación de la región circundante a causa de la producción de la sal, completó la acción natural, que terminó empobreciendo el paisaje natural.
En la Segunda Guerra Mundial, se destruyó el 2,4% de la ciudad. El 4 de mayo de 1945 se firmó la Convención de Luneburgo, por medio de la cual las tropas alemanas estacionadas en Westfalia, Dinamarca y los Países Bajos quedaban a las órdenes del mariscal de campo Montgomery, lo que preludiaba la capitulación del 8 de mayo de 1945.

## Infraestructuras
- Hospitales: 2 Stätisches Krankenhaus Lüneburg, Lüneburg Landeskrankenhaus
- Teatros: Teatro Lüneburg
- Cines: 2 Cinestar, Scala Kino
- Hoteles: 8
- Museos: 8
- Transporte: Lüneburg forma parte de la compañía de transporte Hamburger Verkehrsverbund. Hay 11 líneas de autobuses en la zona urbana de Luneburgo. La ciudad tiene una estación de tren principal y una más pequeña ubicada en Bardowick. Desde Luneburgo hay muy fácil acceso en tren a Hamburgo, Hannover, Lubeca, Lauenburg, Uelzen y Winsen.

## Barrios

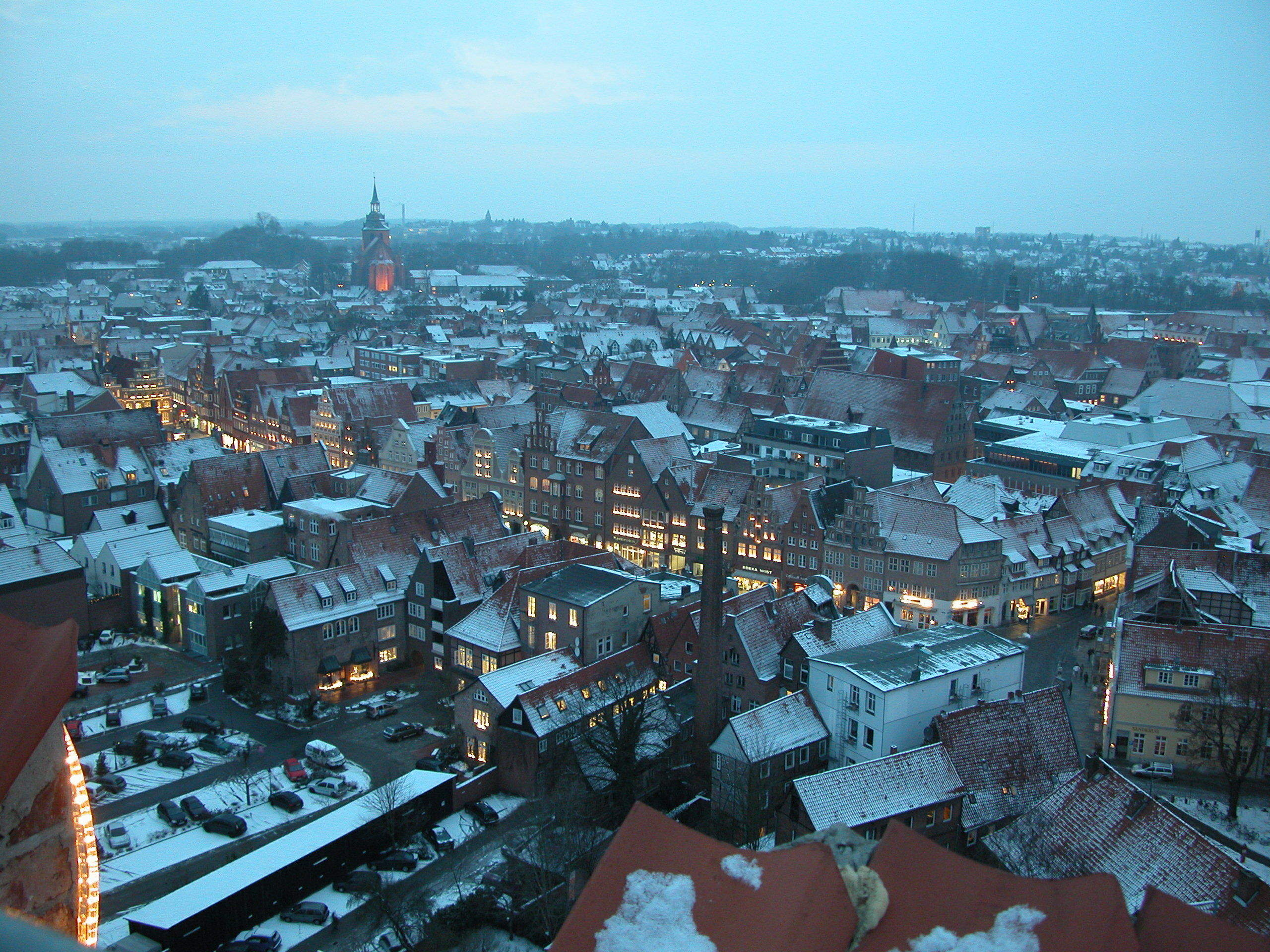
Vista parcial de la ciudad.

La ciudad se divide en los siguientes barrios:
| - Altstadt - Bockelsberg - Ebensberg - Goseburg-Zeltberg - Häcklingen - Kaltenmoor - Kreideberg - Lüne-Moorfeld | - Mittelfeld - Neu Hagen - Ochtmissen - Oedeme - Rettmer - Rotes Feld - Schützenplatz - Weststadt en Wilschenbruch | - Jüttkenmoor - Klosterkamp - Bülows Kamp - In den Kämpen - Krähornsberg - Schäferfeld - Volgershall - Zeltberg |

## Educación
La ciudad es sede de la Universidad Leuphana de Lüneburg (anteriormente conocida como la Universität Lüneburg). Hay 14 escuelas secundarias en la ciudad: 5 Gymnasien, 4 Realschulen y 5 Hauptschulen. Cuenta con 6 escuelas de formación profesional, 3 escuelas especiales, 3 escuelas privadas y 12 escuelas primarias.

## Ciudad monumental

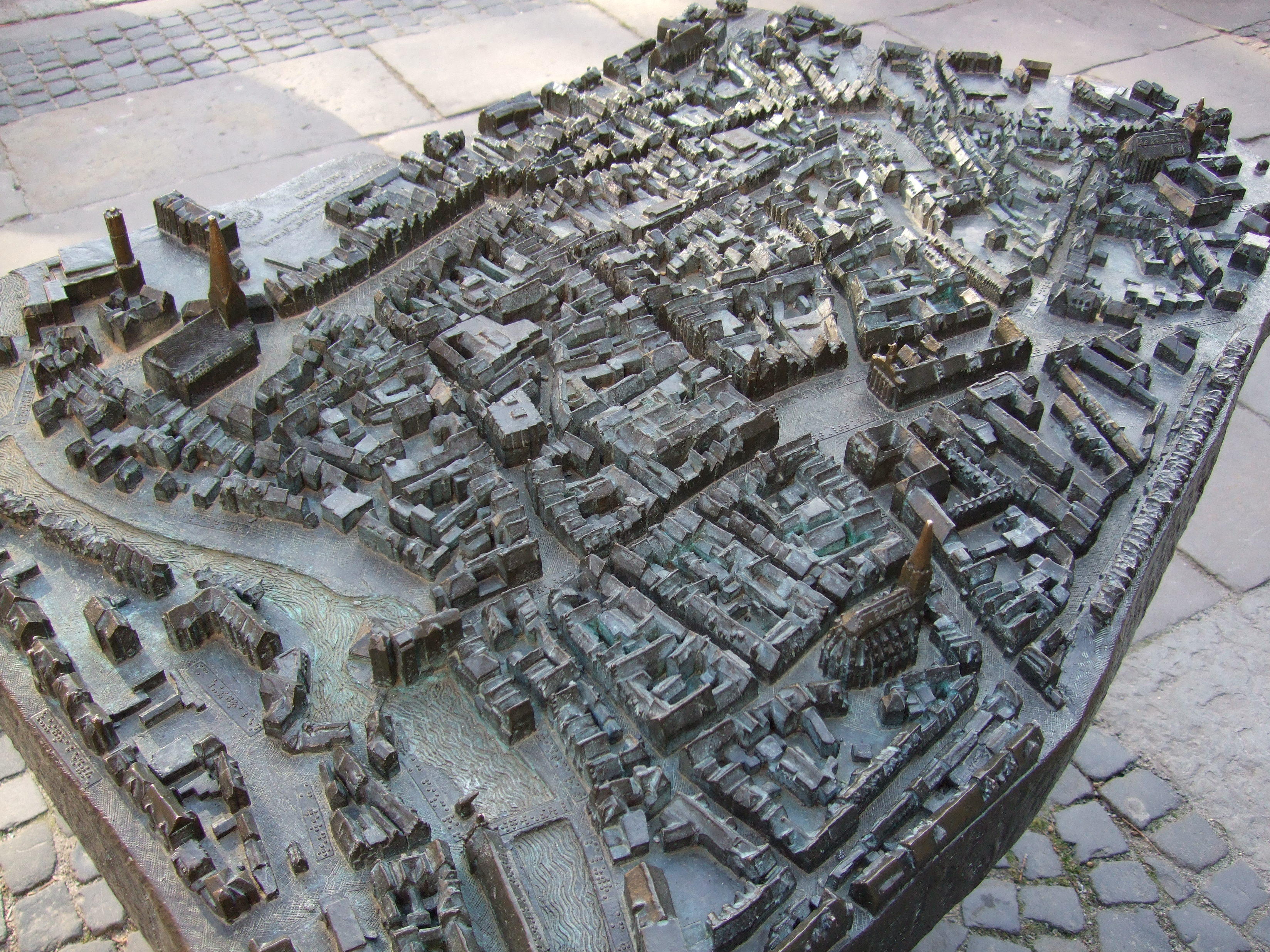
Maqueta de la ciudad monumental de Luneburgo, en la Plaza del Mercado.

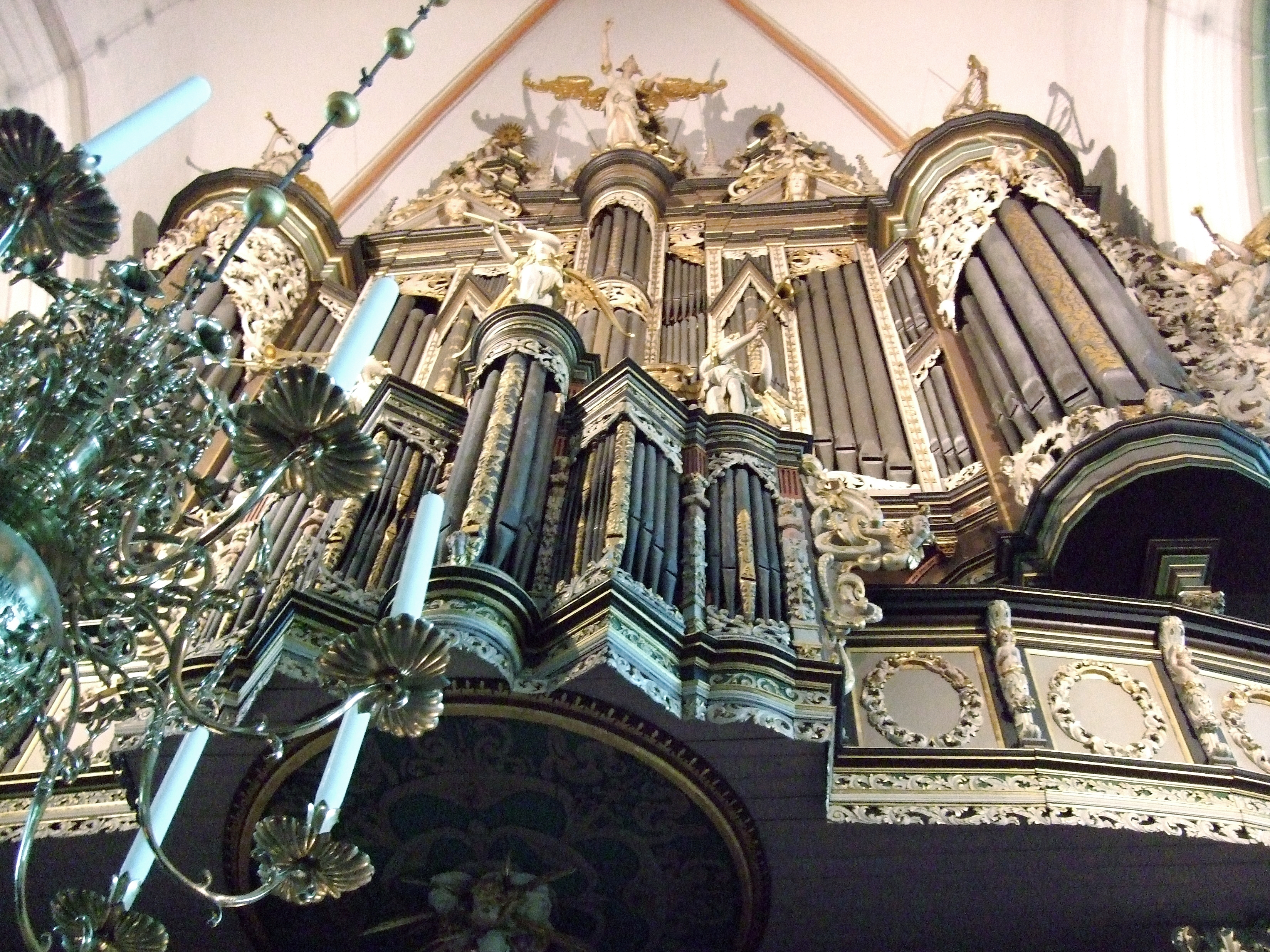
Órgano de la iglesia de San Juan en Luneburgo.

Luneburgo es una de las pocas ciudades del norte de Alemania cuyo centro histórico quedó indemne después de la Segunda Guerra Mundial, por lo que su centro histórico no sufrió la destrucción que sí ocurrió en otras ciudades. Sin embargo, el abandono de los edificios hasta la década de 1960 conllevó la desaparición de algunos predios notables. Además durante las décadas de 1950 y 1960 algunos de los edificios destartalados fueron demolidos para construir en ellos almacenes, siguiendo la arquitectura industrial de la época, como consecuencia de esas demoliciones y construcciones posteriores, también se produjo la desaparición de algunas calles de Luneburgo. 
Desde comienzos de los años 1970 la ciudad está siendo primorosamente restaurada. Ello ha llevado a descubrimientos  de antiguas pinturas hasta ocultas en techos, cerámicas medievales y tabernas históricas, pozos, etc., lo que ha supuesto una ayuda notable en el conocimiento  y entendimiento de la vida en Luneburgo durante la Edad Media.
Dentro del conjunto monumental sobresalen las iglesias de San Esteban, San Juan, San Miguel  y San Nicolás. Todas  ellas construidas durante los siglos XIV y XV en fábrica de ladrillo, como es habitual en el norte del país. Son iglesias en su mayoría de culto luterano, pero la iglesia de San Esteban es la más antigua con culto ecuménico —funciona como iglesia tanto para protestantes como para católicos—.
Igualmente interesantes son el antiguo arsenal, la farmacia de 1598, la Bäckerstrasse y el ayuntamiento con sus característicos soportales. Frente a este se sitúa una estatua de bronce de la diosa de la Luna con arco y flecha. El original que data de 1530 fue robado en los años 70 y ahora puede observarse una réplica hecha en 1972. 
Es muy notable, hasta el grado de haberse convertido en el ex libris de la ciudad, la zona del antiguo puerto en el río Ilmenau,  con una grúa medieval que sigue en funcionamiento. 
Muy cercano a la ciudad se encuentra el monasterio de Lünen, un antiguo monasterio benedictino, que data de 1172.

## Deportes
El fútbol es el deporte más popular en Luneburgo, del mismo modo que lo es en toda Alemania; el hockey sobre hielo y baloncesto también son muy populares. 
- Fútbol: FC Hansa Lüneburg (ex Lüneburger SK), MTV Lüneburg y Eintracht Lüneburg
- Baloncesto: MTV Treubund Lüneburg
- Hockey sobre hielo: Adendorfer CE
- Balonmano: HSG Lüneburg
- Voleibol: SVG Lüneburg
- Béisbol: Woodlarks Lüneburg
- Fútbol Americano: Lüneburg Jayhawks

## Curiosidades

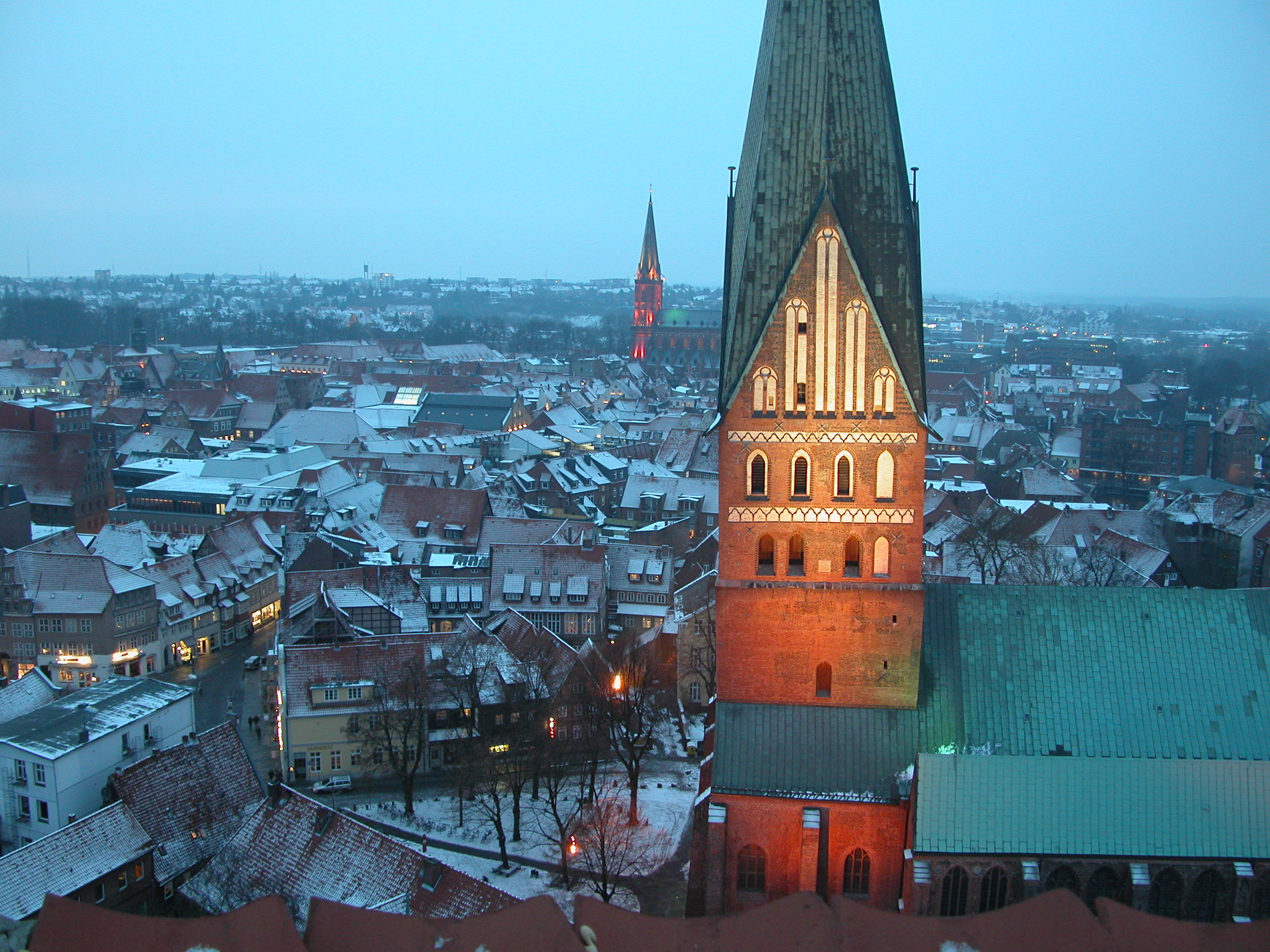
Vista de la ciudad desde la Wasserturm.

- Luneburgo tiene la segunda proporción de bares por metro cuadrado y por residentes en Europa después de Madrid, España y la mayor de bares por habitante en Alemania.

- Los edificios en el centro de Lüneburg han sobrevivido desde el siglo XVI, evitando la destrucción, incluso durante la Segunda Guerra Mundial. El distrito centro se mantiene en un buen estado de conservación y ofrece un conjunto homogéneo de edificios antiguos que atrae  mucho turismo a la ciudad.

- El distrito más poblado (8000 habitantes) es Kaltenmoor, que se caracteriza por un alto porcentaje de inmigrantes.

- La ciudad tiene gran fama y es el escenario, de forma legal, de Grafittis.

- El 23 de mayo de 1945, el nazi criminal de guerra Heinrich Himmler, se suicidó en Luneburgo, después de haber sido capturado por el ejército británico, ingiriendo una cápsula de cianuro antes de que su interrogatorio comenzara. Su cuerpo está enterrado en un bosque cercano en un lugar sin marcar.

## Galería

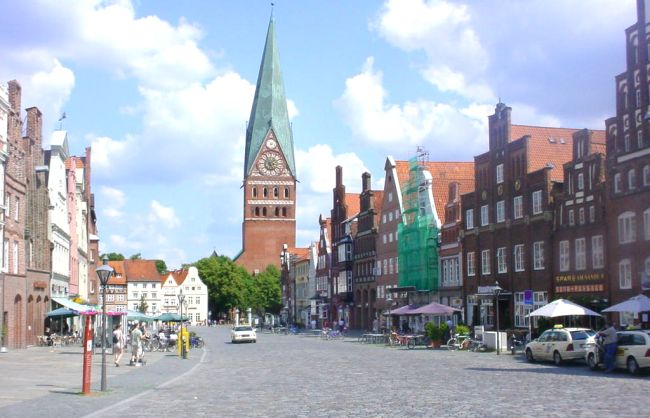
Am Sande
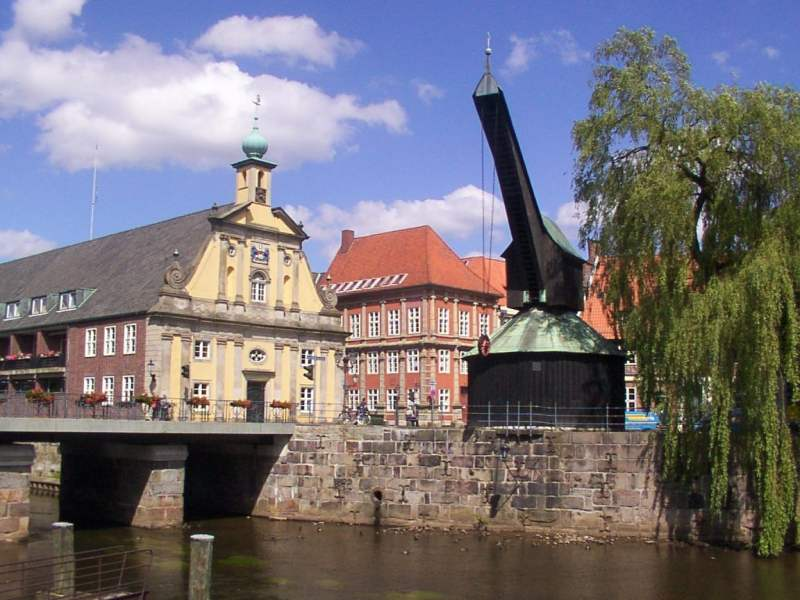
Antigua grúa en el puerto medieval de Luneburgo
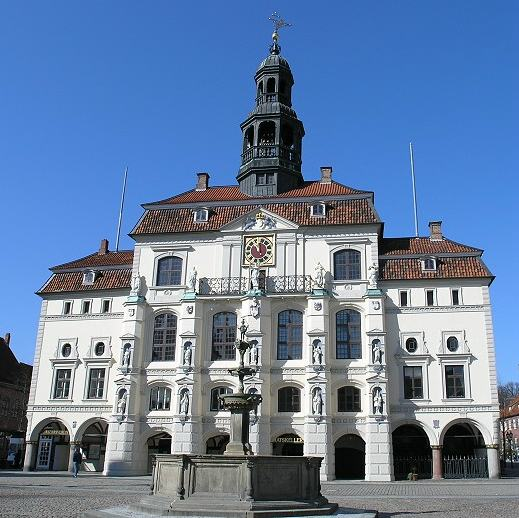
Ayuntamiento de Luneburgo
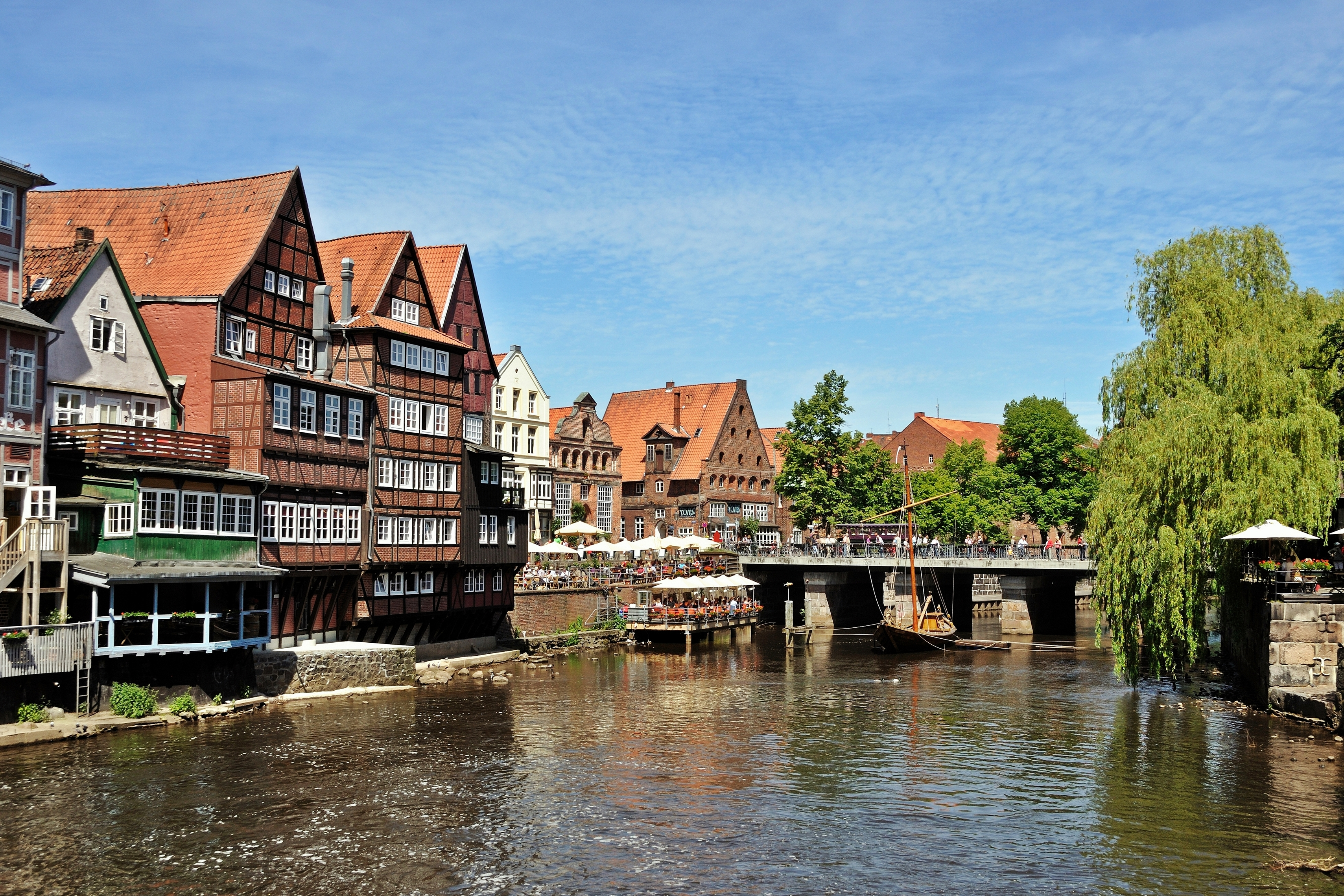
Puerto mayor

## Ciudades hermanadas
Luneburgo está hermanada con las siguientes ciudades:
| - Scunthorpe (desde 1960) - Naruto (Tokushima) (desde 1974) - Clamart (desde 1975) - Iisalmi (desde 1978) - Ivrea (desde 1988) - Viborg (desde 1992) - Tartu (desde 1993) |

- Datos: Q3920
- Multimedia: Lüneburg / Q3920